# 캐나다주
캐나다주(영어: Province of Canada, 프랑스어: Province du Canada) 또는 캐나다 연합주(영어: United Province of Canada)는 1841년부터 1867년까지 영국령 북아메리카에 있었던 영국의 식민지였다. 더럼 보고서가 제작된 이후, 1840년 7월 23일 1840년 연합법이 영국 의회를 통과했고 1841년 2월 10일 빅토리아 여왕이 법을 승인하면서 로어캐나다와 어퍼캐나다가 하나의 식민지로 통합되었다. 영국령 북아메리카 문제에 대한 보고서에서 "연합주 창립"과 "책임정부 수립"이 제안되었음에도, 1849년 제8대 엘긴 자작 제임스 브루스가 책임 정부에 동의하기 전까지 캐나다주는 영국 여왕과 영국 정부의 내각이 임명한 총독이 다스렸다. 1867년 7월 1일 캐나다 연방의 탄생 과정에서 캐나다주가 온타리오와 퀘벡으로 분리되어 소멸했다.

## 같이 보기
- 캐나다 이스트
- 캐나다 연방
- 1840년 연합법
- 캐나다의 주